# Chiesa di Santa Giulia (Grole)
La chiesa di Santa Giulia è un edificio sacro situato a Grole, nel comune di Castiglione delle Stiviere, in Lombardia.

## Storia
La chiesa è stata realizzata tra il 1737 e il 1739. Come recita un'iscrizione nella parte destra della chiesa, è stata messa la prima pietra dal reverendo abate Giuseppe Pastorio il 29 aprile 1737 e la chiesa è stata coperta nell'aprile del 1738  . Secondo testimonianze tramandate oralmente, si dice che la chiesa appartenesse nel XVI secolo ai frati zoccolanti del Convento di Santa Maria di Castiglione delle Stiviere: questo è testimoniato da un affresco databile probabilmente al XVI secolo e realizzato da un pittore locale che raffigura san Giobbe quasi del tutto ignudo orante, con una ciotola di pane di fianco a lui. Probabilmente prima della chiesa di Santa Giulia era presente una precedente cappella proprio databile al XVI secolo, anche se tale ipotesi non trova fondamento documentaristico all'interno degli archivi. Probabilmente tale chiesa è stata in precedenza una chiesa longobarda: il culto a Santa Giulia infatti è incominciato quando l'ultimo re longobardo Desiderio portò le spoglie della santa presso Brescia.
È stata teatro delle cure dei feriti durante la battaglia di Solferino .

## Descrizione

### Interno
La chiesa è a navata unica e presenta presso l'altare una impalcatura in legno di notevoli dimensioni e un quadro di Santa Giulia di Corsica con la Vergine Maria. Tale impalcatura nel XVIII secolo fu prelevata da una chiesa sconsacrata di Montichiari e portata dalla famiglia Beschi presso la chiesa su un carro di buoi. I bassorilievi che circondano la parte superiore della navata della chiesa sono stati realizzati ad opera di un pittore locale o bresciano o castiglionese .